# Regilio Goedhoop
Regilio Goedhoop is een Surinaams taekwondoka.

## Biografie
Hij won in 1995 brons met taekwondo op de Pan-Amerikaanse Spelen in Mar del Plata in Argentinië in de gewichtscategorie tot 76 kg.
Rond 2020 is hij docent biologie en directeur van Koherme, een stichting die zich bezighoudt met geneeskrachtige planten.

## Palmares
- 1995:  taekwondo op de Pan-Amerikaanse Spelen